# Saint-Laurent-des-Autels
Saint-Laurent-des-Autels és un municipi francès situat al departament de Maine i Loira i a la regió de País del Loira. L'any 2007 tenia 1.958 habitants.

## Demografia

### Població
El 2007 la població de fet de Saint-Laurent-des-Autels era de 1.958 persones. Hi havia 723 famílies de les quals 148 eren unipersonals (49 homes vivint sols i 99 dones vivint soles), 246 parelles sense fills, 308 parelles amb fills i 21 famílies monoparentals amb fills.
La població ha evolucionat segons el següent gràfic:
Habitants censats

### Habitatges
El 2007 hi havia 753 habitatges, 728 eren l'habitatge principal de la família, 8 eren segones residències i 18 estaven desocupats. 732 eren cases i 20 eren apartaments. Dels 728 habitatges principals, 576 estaven ocupats pels seus propietaris, 147 estaven llogats i ocupats pels llogaters i 5 estaven cedits a títol gratuït; 1 tenia una cambra, 36 en tenien dues, 101 en tenien tres, 214 en tenien quatre i 376 en tenien cinc o més. 566 habitatges disposaven pel capbaix d'una plaça de pàrquing. A 308 habitatges hi havia un automòbil i a 377 n'hi havia dos o més.

### Piràmide de població
La piràmide de població per edats i sexe el 2009 era:
| Homes | Edats   | Dones |
| ----- | ------- | ----- |
| 0     | 95 o +  | 8     |
| 4     | 90 a 94 | 0     |
| 8     | 85 a 89 | 20    |
| 0     | 80 a 84 | 16    |
| 40    | 75 a 79 | 32    |
| 24    | 70 a 74 | 40    |
| 44    | 65 a 69 | 52    |
| 20    | 60 a 64 | 32    |
| 28    | 55 a 59 | 24    |
| 40    | 50 a 54 | 36    |
| 60    | 45 a 49 | 44    |
| 60    | 40 a 44 | 56    |
| 76    | 35 a 39 | 56    |
| 28    | 30 a 34 | 48    |
| 68    | 25 a 29 | 40    |
| 40    | 20 a 24 | 44    |
| 80    | 15 a 19 | 60    |
| 56    | 10 a 14 | 56    |
| 52    | 5 a 9   | 40    |
| 28    | 0 a 4   | 28    |

## Economia
El 2007 la població en edat de treballar era de 1.205 persones, 978 eren actives i 227 eren inactives. De les 978 persones actives 924 estaven ocupades (521 homes i 403 dones) i 54 estaven aturades (22 homes i 32 dones). De les 227 persones inactives 85 estaven jubilades, 55 estaven estudiant i 87 estaven classificades com a «altres inactius».

### Ingressos
El 2009 a Saint-Laurent-des-Autels hi havia 783 unitats fiscals que integraven 2.119 persones, la mediana anual d'ingressos fiscals per persona era de 15.498 €.

### Activitats econòmiques
Dels 78 establiments que hi havia el 2007, 2 eren d'empreses alimentàries, 1 d'una empresa de fabricació d'elements pel transport, 5 d'empreses de fabricació d'altres productes industrials, 12 d'empreses de construcció, 17 d'empreses de comerç i reparació d'automòbils, 3 d'empreses de transport, 3 d'empreses d'hostatgeria i restauració, 3 d'empreses financeres, 3 d'empreses immobiliàries, 13 d'empreses de serveis, 7 d'entitats de l'administració pública i 9 d'empreses classificades com a «altres activitats de serveis».
Dels 20 establiments de servei als particulars que hi havia el 2009, 1 era una oficina de correu, 2 oficines bancàries, 2 tallers de reparació d'automòbils i de material agrícola, 1 paleta, 6 fusteries, 1 electricista, 4 perruqueries, 2 restaurants i 1 saló de bellesa.
Dels 4 establiments comercials que hi havia el 2009, 1 era una botiga de més de 120 m², 1 una botiga de menys de 120 m² i 2 fleques.
L'any 2000 a Saint-Laurent-des-Autels hi havia 52 explotacions agrícoles que ocupaven un total de 1.768 hectàrees.

## Equipaments sanitaris i escolars
El 2009 hi havia 1 farmàcia i 1 ambulància.
El 2009 hi havia 2 escoles elementals.

## Poblacions més properes
El següent diagrama mostra les poblacions més properes.